# Värnpliktsofficersförbundet
Svenska Värnpliktsofficersförbundet (SVOF) var en frivillig försvarsorganisation grundad 1946 vilken med utgången av 2006 upphörde och därmed överlämnat sitt eget och föregångares arkiv till svenska Krigsarkivet.
- Värnpliktiga underofficerares förening i Stockholm, 1947-1973
- Värnpliktiga underofficerares riksförbund, 1952-1973
- Svenska värnpliktsofficersförbundet, 1973-2006
Över landet fanns organiserade ett antal lokala föreningar vilka ingick i förbundet. Vissa av dessa föreningar bedriver ännu verksamhet, men är ej organiserade i ett förbund. Organisationerna ovan skall ej förväxlas med Värnpliktiga officerares riksförbund vilket organiserade reservbefäl och som 1972 uppgick i Reservofficersförbundet.
Svof, tidigare SVOF i Västra Götaland var ursprungligen en förening under riksorganisationen Svenska Värnpliktsofficersförbundet (tidigare VUOR, Värnpliktiga Underofficerares Riksförbund). När förbundet lades ned 2006 efter att regeringen beslutat att SVOF (jämte flera andra organisationer) inte längre omfattades av den s.k. frivilligkungörelsen. De inom SVOF ingående föreningarna var dock självständiga och medlemmarna i SVOF i Västra Götaland beslutade att fortsätta sin verksamhet som egen oberoende ideell förening. Föreningen kallar sig nu för Svenska Värnpliktsofficersföreningen, SVOF.
SVOF, Svenska Värnpliktsofficersföreningen är en självständig, ideell och frivillig förening vars syfte är att stödja det militära försvaret. Föreningen är självständig utan anslutning till någon överordnad organisation.
I stadgarna står bland annat att föreningen skall verka för ett starkt och effektivt försvar, föreningen jobbade aktivt för att värnplikten skulle återinförs  och att försvarsanslagen skall höjas. Föreningen ser gärna att den som stödjer dess värderingar och syften stöttar föreningen genom att bli medlem (årsavgift 100 kr) eller börjar med att följa dess verksamhet genom och ta del av den information som de sänder via e-post. Målet är att växa och knyta till sig alla som vill att Sverige skall ha ett tillräckligt starkt försvar för att hävda vår neutralitet och försvara vår fred och frihet.
Föreingen ser också att de kan fylla det tomrum som uppstått efter försvarets neddragning och minskning av anslagen till frivilligorganisationerna och som inneburit att det finns få möjligheter för försvarsvänner, aktiva som passiva att vidmakthålla sina personliga kunskaper i grundläggande militär utbildning utbilda andra och följa utvecklingen på detta område.

## Utmärkelser
Grupp K. Halvofficiella medaljer
SVOFGFM Svenska Värnpliktsofficersförbundets kungliga förtjänstmedalj, delas inte ut efter förbundets nedläggning 2006
Grupp L. Övriga medaljer och förtjänsttecken
SVOFGM Svenska Värnpliktsofficersförbundets förtjänstmedalj i guld, delas inte ut efter förbundets nedläggning 2006
SVOFGFt Svenska Värnpliktsofficersförbundets förtjänsttecken i guld, delas inte ut efter förbundets nedläggning 2006
SVOFGMt (VploffMt)  Svenska Värnpliktsofficersförbundets minnestecken i guld vid 100-årsjubileet för värnplikten, delas inte ut efter förbundets nedläggning 2006
SVOFGMM Svenska Värnpliktsofficersförbundets minnesmedalj med anledning av organisationsförändringen 2003, varvid föreningarnas verksamhet upphörde, delas inte ut efter förbundets nedläggning 2006
SVOFGMM2  Svenska Värnpliktsofficersförbundets minnesmedalj med anledning av förbundets upplösning 2006, delas inte ut efter förbundets nedläggning 2006
SVOFSM Svenska Värnpliktsofficersförbundets förtjänstmedalj i silver, delas inte ut efter förbundets nedläggning 2006
SVOFSFt Svenska Värnpliktsofficersförbundets förtjänsttecken i silver, delas inte ut efter förbundets nedläggning 2006
SVOFBM Svenska Värnpliktsofficersförbundets förtjänstmedalj i brons, delas inte ut efter förbundets nedläggning 2006
SVOFBMth Svenska Värnpliktsofficersförbundets minnestecken, delas inte ut efter förbundets nedläggning 2006
SVOFBMt Svenska Värnpliktsofficersförbundets minnestecken, delas inte ut efter förbundets nedläggning 2006